# Kuhbach (Lauter)
Der Kuhbach ist ein etwa dreieinhalb Kilometer langer Wasserlauf im südpfälzischen Wasgau (Rheinland-Pfalz) und ein linker Zufluss der Lauter, die dort an ihrem Oberlauf noch Wieslauter genannt wird.

## Name
Neben Kuhbach ist ebenso die Bezeichnungen Krebsbächel gebräuchlich.

## Geographie

### Verlauf
Der Kuhbach verläuft vollständig im Landkreis Südwestpfalz. Er entspringt im Wasgau auf einer Höhe von 276 m ü. NHN nördlich des Löffelsbergs (445 m ü. NHN) im Langenwald. Er fließt zunächst in Richtung Südwesten. Nach gut 700 Metern erreicht ihn auf seiner linken Seite sein erster Zufluss; der Kuhbach biegt dann nach Nordwesten ab. Südlich der Bärenbrunnermühle wird er auf seiner rechten Seite von einem weiteren Waldbächlein gespeist. 
Sein Weg führt nun westwärts durch eine Grünzone. Ab hier wird er von der Kreisstraße 41 begleitet. Er erreicht den Ostrand von Schindhard, wo ihn von seiner rechten Seite ein kleiner Wiesenbach stärkt. Der Kuhbach passiert diese Ortschaft, löst sich bei den Rohrwiesen von ihr, fließt dann durch die Stockwiesen, unterquert danach die Bundesstraße 427 und mündet schließlich unterirdisch verrohrt bei den Rothwiesen auf einer Höhe von 198 m ü. NHN von links in  die Wieslauter.
Der 3,5 km lange Lauf des Kuhbachs endet ungefähr 78 Höhenmeter unterhalb seiner Quelle, er hat somit ein mittleres Sohlgefälle von circa 22 ‰.

### Zuflüsse
- Bach vom Bärenbrunnen (rechts)

## Nutzung
Früher wurde der Kuhbach zur Fischerei genutzt.